# Drensko Rebro
Drensko Rebro je naselje v Občini Kozje.